# Motiv živalskega ženina in neveste v slovenski pripovedki
Motiv živalskega ženina in neveste v slovenski pripovedki je v pravljicah zelo pogost, saj ga najdemo skoraj v vsaki knjigi slovenskih pravljic. Zaradi uvajanja novih sistemov pa jih tudi lažje najdemo in primerjamo med seboj.
Zelo priljubljene in številčnejše so pravljice, ko se žival spremeni v očarljivega mladeniča. Po besedah Bruna Bettelheima takšne pravljice učijo, da je za ljubezen potrebna radikalna sprememba prejšnjih pogledov na spolnost in da se spolni partner najprej doživlja kot žival. Zato je v literaturi o pravljicah ta cikel znan kot cikel o »živalskem ženinu«
Pravljice iz cikla o živalskem ženinu imajo tri značilne lastnosti:
- ne izvemo, kako in zakaj je bil ženin spremenjen v žival
- zaklela ga je čarovnica, ki za svoja zla dejanja ni kaznovana
- oče povzroči, da se junakinja pridruži zveri, bodisi iz ljubezni do njega bodisi iz poslušnosti. Mati na zunaj nima nobene pomembnejše vloge

V večini zahodnih pravljic je žival moškega spola in iz začaranosti ga lahko reši samo ljubezen in vdanost ženske. V nekaterih pravljicah opazimo tudi obratno zgodbo, ko je začarana žival ženskega spola in je njen rešitelj moškega spola.

## Interpretacija
KAKO SE JE JEŽEK OŽENIL
Književni čas: ni določen;
Književni prostor: smuški grad, bližnji gozd;
Pripovedovalec: tretjeosebni, vsevedni;
Književne osebe:
~glavne: jež, graščak, najmlajša hčer;
~stranske: starejši hčeri;
Značilnosti ljudskega slovstva:
~poosebitev: jež ima človeške lastnosti;
~narečne besede: loza (gozd);
~pomanjševalnice: kamrica, srčece, nevestica;
~ukrasni pridevek: drobno srčece;
~pravljično število 3: tri hčere;
SIN JEŽ
Književni čas: ni določen;
Književni prostor: gozd;
Pripovedovalec: tretjeosebni, vsevedni;
Književne osebe:
~glavne: jež, kmet, mož, najmlajša hčer;
~stranske: mati, starejši hčeri;
Značilnosti ljudskega slovstva:
~poosebitev: jež ima človeške lastnosti;
~narečne besede: svinjar (svinjski pastir);
~pretiravanje: da ga ni bilo lepšega;
~ukrasni pridevek: lep fant;
~pravljično število 3: tri hčere, tri leta;
PRI KAČI SE JE ŽENIL
Književni čas: ni določen;
Književni prostor: gozd, cerkev, hiša;
Pripovedovalec: tretjeosebni, vsevedni;
Književne osebe:
~glavne: sin, kača, starša;
~stranske: svatje
Značilnosti ljudskega slovstva:
~poosebitev: kača ima človeške lastnosti;
~pretiravanje: ženska, da ji ni para;
~ukrasni pridevek: lep grad;
~pravljično število 3: tri kadi denarja;
JEŽ SNUBAČ
Književni čas: ni določen;
Književni prostor: pašnik, hiša;
Pripovedovalec: tretjeosebni, vsevedni;
Književne osebe:
~glavne: jež, mati, trgovci, hčere;
~stranske: svatje;
Značilnosti ljudskega slovstva:
~poosebitev: jež ima človeške lastnosti;
~narečne besede: dasi (čeprav);
~pomanjševalnice: tačica;
~ukrasni pridevek: lep mladenič;
~pravljično število 3: trije trgovci, tri hčere, trije udarci;
VOLČJI ŽENIN
Književni čas: ni določen;
Književni prostor: vrt, grad;
Pripovedovalec: tretjeosebni, vsevedni;
Književne osebe:
~glavne: volk, najmlajša hčer, vetrovi, oče;
~stranske: starejši hčeri, nevesta;
Značilnosti ljudskega slovstva:
~poosebitev: volk in vetrovi imajo človeške lastnosti;
~pretiravanje: najlepša, najpametnejša hči;
~pomanjševalnice: živalca;
~ukrasni pridevek: mladi nož, ostri noži;
~pravljično število 3: tri hčere, trije vetrovi, tri zlata darila, tri noči;
JEŽ SE ŽENI
Književni čas: ni določen;
Književni prostor: na Robidi;
Pripovedovalec: tretjeosebni, vsevedni;
Književne osebe:
~glavne: jež, najmlajša hčer, grof, grofica;
~stranske: starejši hčeri, oče;
Značilnosti ljudskega slovstva:
~poosebitev: jež ima človeške lastnosti;
~narečne besede: špegu (ogledalo), pupa (dekle);
~ukrasni pridevek: špičaste bodice;
~pravljično število 3: tri hčere, trije janci;
ZAČARANA KAČA
Književni čas: ni določen;
Književni prostor: pašnik, koča;
Pripovedovalec: tretjeosebni, vsevedni;
Književne osebe:
~glavne: kača, svinjski pastir;
~stranske: gospodar, dve kači;
Značilnosti ljudskega slovstva:
~poosebitev: kače imajo človeške lastnosti;
~pomanjševalnice: ženkica;
~ukrasni pridevek: rumeno proso, sikajoč glas;
~pravljično število 3: tri kače, trikrat umit;
JEŽEK
Književni čas: ni določen;
Književni prostor: gozd, grad;
Pripovedovalec: tretjeosebni, vsevedni;
Književne osebe:
~glavne: jež, najmlajša hčer;
~stranske: mati, grof, starejši hčeri;
Značilnosti ljudskega slovstva:
~poosebitev: jež ima človeške lastnosti;
~narečne besede: korajžen (pogumen);
~pomanjševalnice: ježek, grofičice;
~ukrasni pridevek: lepo žvižga, grofovski grad;
~pravljično število 3: tri hčere;
CESAR JE IMEL JEŽA ZA SINA
Književni čas: ni določen;
Književni prostor: grad, gozd;
Pripovedovalec: tretjeosebni, vsevedni;
Književne osebe:
~glavne: jež, najmlajša hčer;
~stranske: cesar, cesarica, kralj, župnik;
Značilnosti ljudskega slovstva:
~poosebitev: jež ima človeške lastnosti;
~narečne besede: obed (kosilo);
~pomanjševalnice: žegnanček, vince, vrček;
~ukrasni pridevek: rumeno vince, pisan vrček;
~pravljično število 3: tri hčere, trikrat poškropit, trikrat zbosti na bodicah, tri kapljice krvi;
~pravljično število 7: sedem let;
ZMAJ JE POSTAL ČLOVEK
Književni čas: ni določen;
Književni prostor: grad;
Pripovedovalec: tretjeosebni, vsevedni;
Književne osebe:
~glavne: zmaj, najmlajša hčer;
~stranske: oče, starejši hčeri;
Značilnosti ljudskega slovstva:
~poosebitev: zmaj ima človeške lastnosti;
~pomanjševalnice: dekletce;
~ukrasni pridevek: zlat prstan, šipkova vrtnica;
~pravljično število 3: tri hčere;
KRALJEVIČ IN LEPA VIDA
Književni čas: ni določen;
Književni prostor: njiva, grad;
Pripovedovalec: tretjeosebni, vsevedni;
Književne osebe:
~glavne: kača, Lepa Vida;
~stranske: kralj, kraljica;
Značilnosti ljudskega slovstva:
~poosebitev: kača ima človeške lastnosti;
~narečne besede: stepena (otresena);
~pomanjševalnice: kraljevič;
~ukrasni pridevek: velika kača, leskov grm;
~pravljično število 3: tri jutra, tri leskove šibe, trije udarci;

### Snežica in rožica
Čeprav je živalski ženin skoraj vedno ogabna in krvoločna žival pa v Grimmovi pravljici nastopa kot začarana žival, prijazni medved. Toda ti zverski lastnosti sta v zgodbi vseeno prisotni. Predstavlja ju neotesani škrat, ki je kraljeviča začaral v medveda. V tej pravljici sta oba glavna junakinja razcepljena v dvojnika : nastopata dve deklici rešiteljici, Snežica in Rožica, nežni medved in zoprni škrat. V tej zgodbi morata deklici škrata trikrat rešiti, preden ga lahko medved ubije in se reši uroka. Četudi je živalski ženin prijazen in pohleven, mora ženska vseeno izgnati njegovo umazano naravo v podobi škrata, da se lahko živalski odnos spremeni v človeškega. Ta zgodba namiguje, da so v naši naravi tako prijazni kot odbijajoči vidiki , in ko se otresemo teh drugih, nas čaka sama sreča. Na koncu zgodbe se vzpostavi prvotna enovitost glavnih junakov, ko se Snežica poroči s kraljevičem, Rožica pa z njegovim bratom.

### Žabji kralj
Grimmova pravljica se osredotoči na pretres ob prepoznavi, ko se tisto, kar se nam zdi živalsko nenadoma razkrije kot vir človeške sreče. V pravljici nastopata kot osrednji osebi najmlajša kraljeva hči in začarana žaba. Ko žaba naredi deklici uslugo kot plačilo zahteva da postane njena prijateljica, da sedi poleg nje za mizo, pije iz njenega kozarca in spi skupaj z njo v njeni postelji. Deklica ji obljubi omenjeno, vendar ker je zavezana načelu ugodja, ji daje obljube, da bi dobila. Kar si želi, ne da bi pomislila na posledice. Toda resničnost terja svoje in ko se kraljična skuša izogniti obljubi v zgodbo vstopi kralj in vztraja da mora kraljična izpolniti obljube. A vendar, ko se žaba pridruži deklici v posteljo se ta razburi in zabriše žabo ob steno. In takrat se žaba spremeni v kraljeviča. Ta zgodba, po besedah bruna Bettelheima, pripoveduje, da mora človek, da bi mogel ljubiti, najprej čutiti; celo negativna čustva so boljša kot če jih sploh ni. Kolikor bolj se ji žaba telesno in osebnostno približuje, toliko močnejša so njena čustva in toliko izrazitejša osebnost postaja. Nazadnje pokaže neodvisnost in se upre očetovim ukazom in ko tako najde samo sebe, se isto zgodi z žabo, ki se spremeni v kraljeviča.

### Začarani prašič
Je romunska pravljica v kateri kot osrednji osebi nastopata najmlajša kraljeva hči in njen ženin začarani prašič. Kraljična se poroči s prašičem s severa, ker naj bi ji bilo to usojeno. V naslednjih dneh, ki jih preživita skupaj, deklica opazi, da se prašič ponoči spremeni v moža, toda zjutraj je spet prašič. Nato si kraljična začne prizadevati, da bi možu preprečila, da bi se spremenil nazaj v prašiča. Vendar je zaradi njene neučakanosti kaznovana in prašič jo zapusti, dokler kraljična ne opravi nekaj nemogočih oz. zelo zahtevnih nalog. Da lahko stori zadnji potrebni korak, ki bi prašiča spremenil v moža in bi lahko mladi par podedoval očetovo kraljestvo ter živel srečno do konca svojih dni, si mora odrezati mezinec. To je njena zadnja in najosebnejša žrtev, njen »ključ« do sreče. Ker nič v zgodbi ne kaže na to, da bi njen roka ostala pohabljena ali da bi krvavela, je njena žrtev očitno simbolična in po besedah Bruna Bettelheima pove, da je v uspešnem zakonu, medsebojni odnos pomembnejši od »celovitosti telesa«. V zgodbi opazimo tudi motiv prepovedane sobe, v katero kraljeva hči ne bi smela vstopiti. Hkrati pa ji je dal oče ključ od sobe in s tem preizkušal njeno poslušnost.

### Lepotica in zver
Kljub njenemu naslovu v pravljici ni ničesar tako grobo živalskega. Zver grozi lepotičinem očetu, toda od samega začetka vemo, da gre za prazno grožnjo, ki si jo je  zver izmislila, da bi pridobila najprej lepotičino družbo, nazadnje pa njeno ljubezen, ki jo bo ozdravila uroka in ji povrnila človeško podobo. V tej zgodbi so trije glavni junaki, lepotica, njen oče in zver, nežno in ljubeče vdani drug drugemu. V Lepotici in zver usodne dogodke sproži očetova kraja vrtnice, ki jo je hotel odnesti svoji ljubljeni najmlajši hčerki. Njegovo dejanje simbolizira njegovo ljubezen do hčerke. Obema, očetu in hčerki, se lahko zdi, da jo čaka nekakšna grozljiva izkušnja. Zgodba nam pove, da je bila njuna bojazen neosnovana. Za kar sta se bala, da bo živalska izkušnja, se izkaže za doživetje globoke človeškosti in ljubezni. Grad, kjer se lepotici nemudoma izpolnijo vse želje je narcistična fantazija, kakršne so zančilne za otroke. Le malokateri otrok si ni nikoli želel življenje, v katerem ne bi od njega zahtevali ničesar, vse njegove želje pa bi se izpolnile, brž ko bi jih izrekel. Pravljica pripoveduje, da takšno življenje ne prinaša le zadovoljstvo, ampak kmalu postane tudi pusto in dolgočasno – tako zelo, da se prične lepotica veseliti obiskov zveri, pred katerim je sprva trepetala.

### Začarana kača
- Čas in kraj:  nedoločen čas; domača kmetija, črna kmetija.
- Pripovedovalec:  tretjeosebni, vsevedni.
- Stalni okrasni pridevniki: najbolj rejena in najbolje pitana, največja kača, svinjski pastir, lepa, prelepa mladenka, črna koča, črno dvorišče.
- Ponavljanja posameznih besed, celih stavkov in odstavkov; besed (Svinjski pastir, lepa mladenka, največja kača).
- Pravljična števila: tri v kače začarane sestre, trikrat čisto umit.
- Tipičen konec: odčarana prelepa mladenka se poroči s svojim rešiteljem ki je bil Svinjski pastir.
- Bajeslovna bitja: kača, ki govori.

### S kačo se je oženil
- Pripovedovalec: tretjeosebni, vsevedni.
- Kraj dogajanja: gozd, hišice ob gozdu, stara vrba kraj pota, domača kmetija.
- Čas dogajanja:  nedoločen.
- Glavni lik: sin od kmeta, Mižek in začarana kača.
- Stranski liki: Kmet, dva starejša brata.
- Okrasni pridevki: začarana kača, najmlajši sin, mlada ženica, Stara vrba, Kačja kraljica, prekrasna deklica, prekrasna nevesta.
- Pravljična števila: sedem goslačev, trije sinovi, tri hčerke.
- Tipičen konec: poroka Mižka in odčarane prekrasne kraljice.

### Kovač
- Pripovedovalec: tretjeosebni, vsevedni.
- Kraj dogajanja: nedoločen.
- Čas dogajanja:  nedoločen.
- Glavni lik: Kovač.
- Stranski liki: Mojster, Mlinar, Drvar (pravljični liki nimajo imen).
- Okrasni pridevki: zelo šibak, strašno močan, zasluženo plačilo, zakleta kraljična.
- Dvojnost: zelo šibak, vzlic temu pa zelo močan.
- Bajeslovna bitja: orel, trije sinovi, tri hčerke.
- Tipičen konec: poroka odčarane Kraljične in Kovača.

### Ježek
- Pripovedovalec: tretjeosebni, vsevedni.
- Kraj dogajanja: nedoločen.
- Čas dogajanja:  nedoločen.
- Glavni lik: ježek Janček
- Okrasni pridevki: gospodična Grofičica, ženin Janček, grajska vrata.
- Čudeži: otrok, ki se spremeni v ježa.
- Bajeslovna bitja: jež, ki govori.
- Tipičen konec: prelepega začaranega mladeniča reši ljubezen najmlajše hčerke. Na koncu se poročita.

### Jež
- Pripovedovalec: tretjeosebni, vsevedni.
- Kraj dogajanja: nedoločen.
- Čas dogajanja:  nedoločen
- Glavni lik: jež.
- Čudeži: otrok, ki se spremeni v ježa.
- Poosebitev: jež ima človeške lastnosti
- Narečne besede: par za doto, živinčeta.
- Tipičen konec: prelepega začaranega mladeniča reši ljubezen najmlajše hčerke. Na koncu se poročita.

### Začarani mladenič
- Čas in kraj:  nedoločena.
- Pripovedovalec:  tretjeosebni, vsevedni.
- Stalni okrasni pridevniki: zli duh, suhi konj, rejeni konj, lep mladenič, sovražna vojska.
- Narečne besede: snažiti, opuste, poklada, sluša.
- Pravljična števila: trije čudežni predmeti.
- Tipičen konec: prelepa kraljična se poroči z rešiteljem kraljestva z odčaranim mladeničem.
- Poosebitev: konj s človeškimi lastnosti.

### Pod nebom najlepša in svetla kakor sonce
- Čas in kraj:  nedoločen čas; domača kmetija, steklena gora.
- Pripovedovalec:  tretjeosebni, vsevedni.
- Ponavljanja posameznih besed, celih stavkov in odstavkov; besed (hodil je in hodil, zdaj mi povejte zdaj), stavkov (pod nebom najlepša in svetla kakor sonce).
- Pravljična števila udaril trikrat s šibico, trije čudežni predmeti.
- Tipičen konec: odčarana prelepa mladenka se poroči s svojim rešiteljem ki je bil pogumni Mladenič.
- Bajeslovna bitja: kača, ki govori.
- Narečne besede: šibica, peneza, zašklepetala.

### Ribičev sin
- Pripovedovalec: tretjeosebni, vsevedni.
- Kraj dogajanja: Perdonkorten.
- Čas dogajanja:  nedoločen.
- Glavni lik: Ribičev sin.
- Stalni okrasni pridevniki: strašna kača, zeleno oblečen gospod, debela kača, začarana graščakova hči.
- Poosebitev: Sonce, Luna, Veter imajo človeške lastnosti.
- Narečne besede: šembrajte, hoste, hencajte, odžvenka, hajdi.
- Tipičen konec: prelepi pogumni mladenič reši začarano kraljično in njeno kraljestvo. Na koncu se poročita.
- Pravljična števila sedem let, trije bratje.

### Začarani grad in medved
- Pripovedovalec: tretjeosebni, vsevedni.
- Kraj dogajanja: domača kmetija, grad.
- Čas dogajanja:  nedoločen.
- Glavna lika: začarani medved in najmlajša hči.
- Stalni okrasni pridevniki: razkošna in krasna obleka, dragocen lišp, čudni grad, čudežno in pojoče drevo, začarani ženin, vesele poskočnice.
- Poosebitev: drevo in medved imata človeške lastnosti.
- Narečne besede: kriplje, pridrda, radovala, požlahtila, ako.
- Tipičen konec: Najmlajša hči reši začaranega Kraljeviča. Na koncu se poročita.
- Pravljična števila tri zale hčerke.

### Olje mladosti
- Pripovedovalec: tretjeosebni, vsevedni.
- Kraj dogajanja: domača kmetija, železni grad.
- Čas dogajanja:  nedoločen.
- Glavni lik: najmlajši brat.
- Stranski liki: starejša brata, odčarana Kraljična, Bogatin-oče (pravljični liki nimajo imen).
- Okrasni pridevki: najmlajši brat, najstarejši brat, mali dobri gospodar, prijazna ženica, stara ženica, zlata stekleničica.
- Tipičen konec: poroka med najmlajšim bratom in odčarano kraljično. Oče bogatin se pomladi, ko dobi olje mladosti.
- Pravljična števila trije bratje, tri poti, tri mesece in tri dni, šest mesecev in šest dni.
- Poosebitev: konj, ki ima človeške lastnosti.

## Analiza pravljic po Brunu Bettelheimu – živalski ženin/nevesta
Po Brunu Bettelheimu nas zgodbe o živalskem ženinu učijo, da je za ljubezen potrebna popolna sprememba pogledov na spolnost. Vse zgodbe imajo skupno značilnost, in sicer, da se spolni partner najprej doživlja kot žival, kasneje pa se spremeni v človeka. Zato je v literaturi tak cikel znan kot cikel o živalskem ženinu ali živalskem možu (npr. pravljica Kako se je ježek oženil, Sin jež, Jež snubač, Volčji ženin, Jež se ženi, Ježek…). Nekoliko manj znane pa so zgodbe, v katerih je na začetku v žival zakleta bodoča ženska partnerka, ki tvorijo cikel o živalski nevesti (npr. pravljica Pri kači se je ženi, Začarana kača). Najbolj znana pravljica s tem motivom je Lepotica in zver in ima široko zbirko variacij tudi na našem prostoru in med ljudskimi pravljicami (npr. pravljica Zmaj je postal človek). V marsikaterih zgodbah o živalskem ženinu/nevesti izvemo, da se je oseba spremenila v žival zaradi svoje porednosti in da je zakletev povzročila mati (npr. pravljica Ježek). Najbrž je nesprejemljivo vedenje, s katerim oseba ni hotela prenehati, tako vznemirilo mater, da je nezavedno čutila, da je otrok podoben živali in torej lahko to kar postane. Drugi pomemben del ženskih vlog v teh pravljicah, je vloga junakinje, ki žival preobrazi nazaj v človeka. Samo če junakinja žival resnično ljubi, urok izgubi svojo moč. Treba je omeniti, da je v večini zahodnih pravljic žival moškega spola in iz začaranosti jo lahko reši le ljubezen ženske. Obstajajo pa tudi zahodne pravljice, v katerih je v žival začarana ženska, in v takih primerih mora čarovnijo premagati moški. Toda skoraj v vseh primerih v podobi živalskih nevest ni nič nevarnega ali odvratnega; nasprotno, gre za ljubke živali. Tako po zahodnem izročilu animalni vidiki ženske spolnosti niso grozeči, ampak celo ljubki (npr. pravljica Pri kači se je ženil), samo vidiki moške spolnosti pa privzemajo podobo zveri (npr. pravljica Volčji ženin).

## Analiza pravljic po Moniki Kropej – zakletev
Sama zgodba se pogosto začne z zakletim stanjem, ki pa se ga glavni junaki brezizjemno rešijo. V pravljicah se pojavlja zakletev v različnih zvezah in ima različne vzroke. Zakleti junaki so včasih rojeni prestarim staršem, ki niso mogli imeti otrok, lahko so otroci ribe, kače ali kakšne druge živali oziroma so na kakšen drug način zaznamovani že od rojstva. Zakletev se lahko zgodi tudi v trenutku, ko je prekršena kakšna prepoved. Lahko jo povzroči tudi greh, neredko tudi samo neprevidna izjava matere oziroma staršev.

## Primerjava pravljic
V pravljicah motiva živalski ženin/nevesta se pojavljajo enake značilnosti kot so poosebitev, pomanjševalnice, narečne besede in pravljično število 3. V vseh obravnavanih pravljicah človeka zakletega v žival odreši tretja oziroma najmlajša hčer. Za zakletev je v nekaterih primerih kriva mati iz različnih razlogov. Pri pravljici Ježek mati sina jezno imenuje ježek in v to se tudi spremeni. V drugem primeru pa je mati sinu jezno dejala naj postane kača, ker je ni ubogal (pravljica Kraljevič in Lepa Vida). Večina glavnih junakov teh pravljic je zakletih v ježa, najdejo pa se tudi druge živali, kot so volk, kača, zmaj. Kjer je glavni junak zaklet v ježa, se pogosto zgodi, da se jež odpravi snubit na petelinu (pravljica Cesar je imel ježa za sina, Ježek, Jež se ženi). Če je človek zaklet v ježa, se kot odrešitev pojavlja podoben način. Najmlajša hčer se zbode na ježevih bodicah in kri, ki pade na njegov smrček, ga odreši (pravljica Jež se ženi, Kako se je ježek oženil).

## Motivni klasifikacijski sistem pravljic
Ker obstaja toliko različnih tipov enakih pravljic, ki so se pojavile predvsem zaradi geografskih značilnosti, je bilo potrebno uvesti klasifikacijo motivov za razvrščanje pravljic po motivnih povezavah. Tako sta se pojavila dva sistema:
~AT index sta uvedla finski zbiratelj pravljic Antti Aarne in ameriški zbiratelj Stith Thompson (iz začetnic njunih priimkov izhaja tudi ime indexa). AT index je v pomoč predvsem, če želimo primerjati pravljice iz različnih evropskih dežel in kultur. Prvi klasifikacijski katalog je leta 1910 napisal in izdal Antti Aarne pod naslovom Index of Types of Folktale. Aarnejev sistem je klasificiral le skandinavsko zbirko pravljic. Zato ga je leta 1928 povečal in razširil Stith Thompson, ter ga leta 1961 še dopolnil. Sistem je omejen na evropske pravljice, ki so jih razdelili glede na različne variante in motive. Tako je s pomočjo AT-številk mogoče prepoznati tip pravljice, njen motiv in najti različne variante pravljice. Leta 2004 je ta sistem izboljšal in razširil Hans-Jörg Uther, ki je izdal knjigo z naslovom The Types of International Folktales: A Classification and Bibliography Based on the System of Antti Aarne and Stith Thompson. Tako se začne uveljavljati ATU index.
~ATU index (ime iz kratic priimkov Aarne, Thompson, Uther) je le razširil AT index, ki je obstajal že skoraj 100 let. Tipi številk za različne motive pravljic so ostali nespremenjeni, le glavne motivne tematike so razširili. Tako so sedaj razdeljene na živalske pravljice, pravljice o čudežih, verske pravljice, realistične pravljice… Seveda pa si to razdelitev lahko vsak avtor prilagodi po svoje, glede na različne motive pravljic, ki jih bo knjiga vsebovala.
Na Slovenskem sistem ATU indexa zasledimo le redko. Uporablja ga predvsem Monika Kropej v svojih knjigah (npr. Pravljica in stvarnost) in Matija Valjavec (npr. Kračmanove pravljice).

## Primerjava
V slovenskih ljudskih pravljicah motiva živalski ženin/nevesta se pojavljajo enake značilnosti kot v Grimmovih pravljicah tovrstnega motiva. V vseh obravnavanih pravljicah je veliko stalnih okrasnih pridevkov, kraj in čas sta večinoma nedoločena, glavni junaki so zakleti v živali oziroma predstavljajo pogumne rešitelje, najdemo veliko poosebitev in tipičnih pravljičnih števil (3, 6, 7). Opazi se veliko podobnosti pri obravnavanih pravljicah v tipu rešitelja, ki je večinoma moškega spola. Človeka zakletega v žival večinoma odreši tretja oziroma najmlajša hči/sin, ki ima po navadi najbolj prijazno osebnost in je najbolj pošten za razliko od svojih starejših bratov/sester. Pojavi se tudi tip najmlajšega brata/sestre, ki velja za tako imenovanega norčka, tepčka. Na koncu, pa se ravno ta oseba izkaže za junaka, rešitelja. Za zakletev je v nekaterih primerih kriv starš (mati ali oče) iz različnih razlogov. Večina glavnih junakov je zakletih v ježa ali kačo, najdejo se pa tudi druge živali, kot so medved, konj. Kjer je glavni junak zaklet v ježa, se pogosto zgodi, da se odpravlja snubit na petelinu.